# Bendisodes mascara
Bendisodes mascara là một loài bướm đêm trong họ Erebidae.